# Хосе Кучуфо
Хосе Кучуфо (на испански: José Cuciuffo) е аржентински футболист, защитник.

## Кариера
Кучуфо започва професионалната си кариера в Чао Фор Евър, но също така играе още за Талерес, Велес Сарсфийлд, Бока Хуниорс, Ним Олимпик и Белграно. Световен шампион от 1986 г. с Аржентина.
На 11 декември 2004 г. претърпява смъртоносна огнестрелна рана в стомаха, докато е на лов в южната провинция Буенос Айрес, близо до залива Сан Блас.

## Отличия

### Клубни
Бока Хуниорс
- Суперкопа Судамерикана: 1989

### Международни
Аржентина
- Световно първенство по футбол: 1986